# Esquiva diagonal
 (mars 2023).
Si vous disposez d'ouvrages ou d'articles de référence ou si vous connaissez des sites web de qualité traitant du thème abordé ici, merci de compléter l'article en donnant les références utiles à sa vérifiabilité et en les liant à la section « Notes et références ».
L’esquiva diagonal ("esquive diagonale", en portugais) est un mouvement d'esquive en capoeira qui consiste à positionner les jambes en diagonale par rapport à l'adversaire en couchant le buste sur celle de devant

## Technique
(si on fait l'esquive vers la droite)
- La jambe droite est vers l'avant, en diagonale par rapport à l'axe qui nous relie à l'adversaire
- Le pied droit doit être posé à plat au sol et le genou ne peut pas être plus en avant que celui-ci.
- La jambe gauche est derrière, pliée également, le genou vers l'extérieur et le pied posé à plat au sol.
- Le buste se couche sur la cuisse droite.
- La tête doit être penchée à droite, de manière à pouvoir regarder au-dessus de soi.
- Le bras gauche protège le visage en se positionnant à l'horizontale en face du menton.
- L'épaule droite est sur le genou droit et la main à côté de la cheville, la paume orientée vers le sol pour prévenir une chute.